# Santutxu FC
El Santutxu Fútbol Club és un equip de futbol de Bilbao, al País Basc. Fundat el 1918, juga a la Tercera Divisió – Grup 4, i disputa els partits de casa a l'Estadio Maiona, el qual té una capacitat de 4.000 espectadors.
Ibai Gómez, futbolista de l'Athletic Club i l'Alavés, va començar la seva carrera al Santutxu.